# Mateusz Zabłocki
Mateusz Jerzy Zabłocki (ur. 16 sierpnia 1887 w Żurawicach, zm. 14 lub 17 października 1939 w Inowrocławiu) – polski duchowny katolicki, starszy kapelan Wojska Polskiego, powstaniec wielkopolski, działacz społeczny i polityczny, kawaler Orderu Virtuti Militari.

## Życiorys
Urodził się w rodzinie kupieckiej Zygmunta Zabłockiego i Heleny z d. Ostoi-Lnińskiej. Uczęszczał do gimnazjum w Trzemesznie i Inowrocławiu. W czasach gimnazjalnych należał do tajnej organizacji młodzieżowej Towarzystwo Tomasza Zana. Egzamin maturalny zdał w 1909 w Gnieźnie, potem studiował w seminarium duchownym w Poznaniu i Gnieźnie. Po otrzymaniu w 1913 święceń kapłańskich był wikariuszem w Mogilnie, Kamieńcu, Kruszwicy i Gnieźnie.
W grudniu 1918 był jednym z organizatorów powstania, kapelanem gnieźnieńskiej Polskiej Organizacji Wojskowej Zaboru Pruskiego, radykalny członek Rady Ludowej. Ksiądz Zabłocki odbierał przysięgi powstańczych oddziałów. Był kapelanem 3 pułku Ułanów Wielkopolskich i garnizonu gnieźnieńskiego. W powstaniu wielkopolskim, uczestniczył m.in. w walkach pod Szubinem i Łabiszynem. W pierwszych dniach powstania, z powodu braku oficerów-dowódców, dowodził oddziałem powstańczym pod Szubinem. Uprowadzony przez Niemców został skazany na śmierć, ostatecznie wymieniony za grupę niemieckich oficerów wziętych do niewoli przez powstańców. Powrócił do swego oddziału i dalej pełnił swe obowiązki kapelana i żołnierza. 
Zostawszy proboszczem 15 Dywizji Piechoty oraz równocześnie kapelanem 61 pułku piechoty wielkopolskiej, wziął udział w wojnie 1920 roku. W czasie walk nad Berezyną 14 czerwca 1920, widząc cofający się pod naporem Armii Czerwonej I batalion pułku, wybiegł przed linie walczących, pociągając za sobą żołnierzy do przeciwnatarcia. Swoją odwagą uratował batalion przed okrążeniem, za co został odznaczony Orderem Virtuti Militari. Zweryfikowany w stopniu starszego kapelana rezerwy ze starszeństwem z dniem 1 czerwca 1919 roku i 25. lokatą w duchowieństwie wojskowym wyznania rzymskokatolickiego.
W 1920 wrócił do Gniezna, gdzie w 1921 został proboszczem początkowo w parafii św. Wawrzyńca, a następnie św. Trójcy i dziekanem dekanatu gnieźnieńskiego oraz sędzią prosynodalnym. Wydawał „Wiadomości Parafialne”. Politycznie związany był z endecją, reprezentował ją w radzie miejskiej. We wrześniu 1939 po opuszczeniu miasta przez polskie władze objął dowództwo straży obywatelskiej i był komendantem obrony miasta przed wojskami niemieckimi. Polecił emisję zastępczych bonów pieniężnych, utworzył izbę chorych oraz sieć punktów PCK.
Chcąc uniknąć zniszczeń bezcennych gnieźnieńskich zabytków kultury polskiej oraz ofiar w ludności cywilnej, w godzinach południowych 10 września wyjechał z kierowcą samochodem w kierunku Wrześni, aby z dowództwem zbliżających się jednostek niemieckich omówić oddanie Gniezna. Mimo że na samochodzie umieszczono białą flagę, na wysokości Żydowa Niemcy obrzucili go granatami. Ksiądz Zabłocki odniósł ciężką ranę lewego przedramienia. Umieszczono go w szpitalu w Gnieźnie, gdzie leczył go niemiecki lekarz Andersch. W szpitalu przesłuchiwali go gestapowcy, obchodząc się z nim bardzo brutalnie. Wprawdzie dr Andersch zabiegał o to aby księdza zatrzymać w szpitalu pod pozorem złego stanu zdrowia, ale wysiłki te spełzły na niczym, gdyż w nocy z 12 na 13 października dziekan gnieźnieński został aresztowany i osadzony w więzieniu w Inowrocławiu. Za udział w Powstaniu Wielkopolskim i zorganizowanie oporu przeciwko wojskom hitlerowskim, księdza, wyrokiem sądu doraźnego (Sondergericht), dwukrotnie skazano na śmierć przez rozstrzelanie. Zginął z okrzykiem „Niech żyje Polska". Wyrok został ogłoszony afiszami 14 października 1939. Ekshumowane zwłoki przeniesiono po wojnie na cmentarz św. Piotra i Pawła w Gnieźnie. Jest patronem jednej z gnieźnieńskich ulic.

## Ordery i odznaczenia
- Krzyż Srebrny Orderu Wojskowego Virtuti Militari[5][6]
- Krzyż Niepodległości (18 października 1932)[7]
- Złoty Krzyż Zasługi (22 grudnia 1928)[8]